# Кусумото Іне
Кусумото Іне (яп. 楠本 イネ, 31 травня 1827 – 27 серпня 1903; уроджена Сіймото Іне яп. 失本 稲) — японська лікарка. Була дочкою Кусумото Такі, куртизанки з Наґасакі, та німецького лікаря Філіпа Франца фон Зібольда, що працював на Дедзімі, острові яким було обмежено перебування іноземців під час довгого періоду самоізоляції Японії від світу. Іне також була відома як О-Іне й пізніше в своєму житті взяла ім'я Ітоку (伊篤). Японською її часто називають Оранда О-Іне («Нідерландська О-Іне») за її асоціацію з Дедзімою та її нідерландомовну західну освіту. Вона була першим лікарем західної медицини-жінкою в Японії.
Зібольда було прогнано з Японії 1829 року, але йому вдавалось забезпечувати Іне та її матір та організувати турботу про них з боку його студентів та товаришів. Репутація Іне виросла коли вона стала лікарем західної медицини, й вона здобула патронаж даймьо Дате Муненарі. Вона навчалась у різних частинах Японії під наставництвом різних вчителів, один з яких призвів до її вагітності, скоріше за все шляхом зґвалтування, що призвело до народження її єдиної доньки. Вона ніколи не виходила заміж. Оселилась у Токіо після того як країна завершила свою самоізоляцію, й брала участь в прийомі пологів однієї з коханок імператора Мейдзі 1873 року. Після смерті Іне стала суб'єктом багатьох романів, театральних вистав, коміксів та мюзиклів у Японії.

## Життя та кар'єра

### Раннє життя

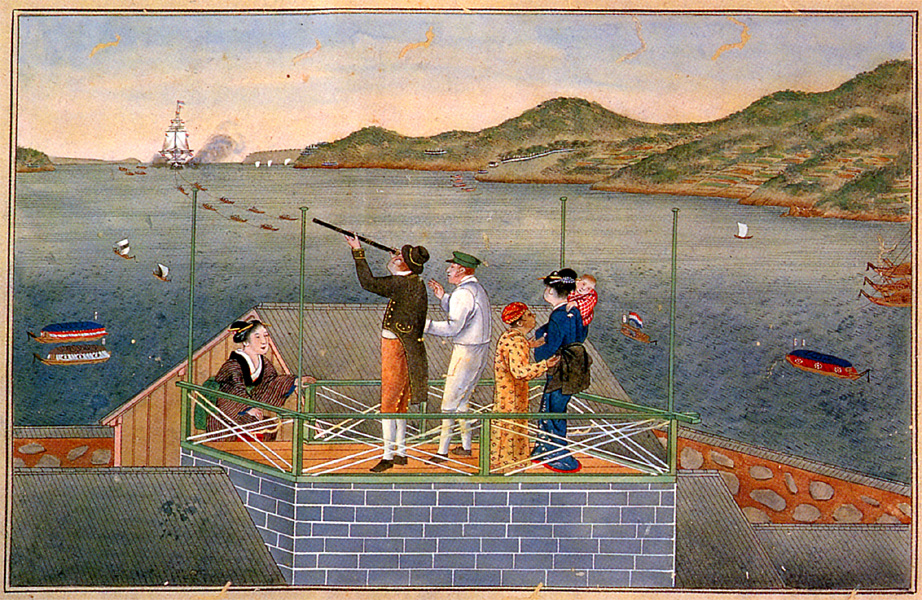
Прибуття нідерландського корабля Кавахари Кейґа, що зображує Іне, Такі та Зібольда на Дедзімі

Сіймото Іне народилась 31 травня 1827 року у місті Наґасакі. Прізвище Сіймото походить від японського представлення прізвища її німецького батька, лікаря Філіпа Франца фон Зібольда, що жив на Дедзімі, штучному острові поблизу Наґасакі, яким було обмежено торгівлю з іншими країнами в часи двостролітньої майже повної самоізоляції Японії від світу. Там він відігравав роль у впровадженні навичок західної медицини в Японії. Матір'ю Іне була Кусумото Такі, Юдзьо надіслано у 16 років з району задоволення Маруяма Наґасакі бути коханкою Зібольда 1823 року.
Іне жила з батьками на Дедзімі поки Зібольду не було заборонено перебувати в Японії 22 жовтня 1829 за ніби то експортування інформації з обмеженим доступом незаконно отриманої від географа Такахасі Каґеясу. Його було звинувачено в контрабанді об'єктів таких як мапи, що, як вірилось, могли потрапити до рук ворогів Японії, як-то Росії, що становила загрозу для північних кордонів Японії. Такі та дворічній Іне не було дозволено покинути Японію; вони попрощались з ним з маленького човна в гавані при відбутті його корабля. Такі незадовго після цього вийшла заміж за чоловіка на ім'я Васабуро.

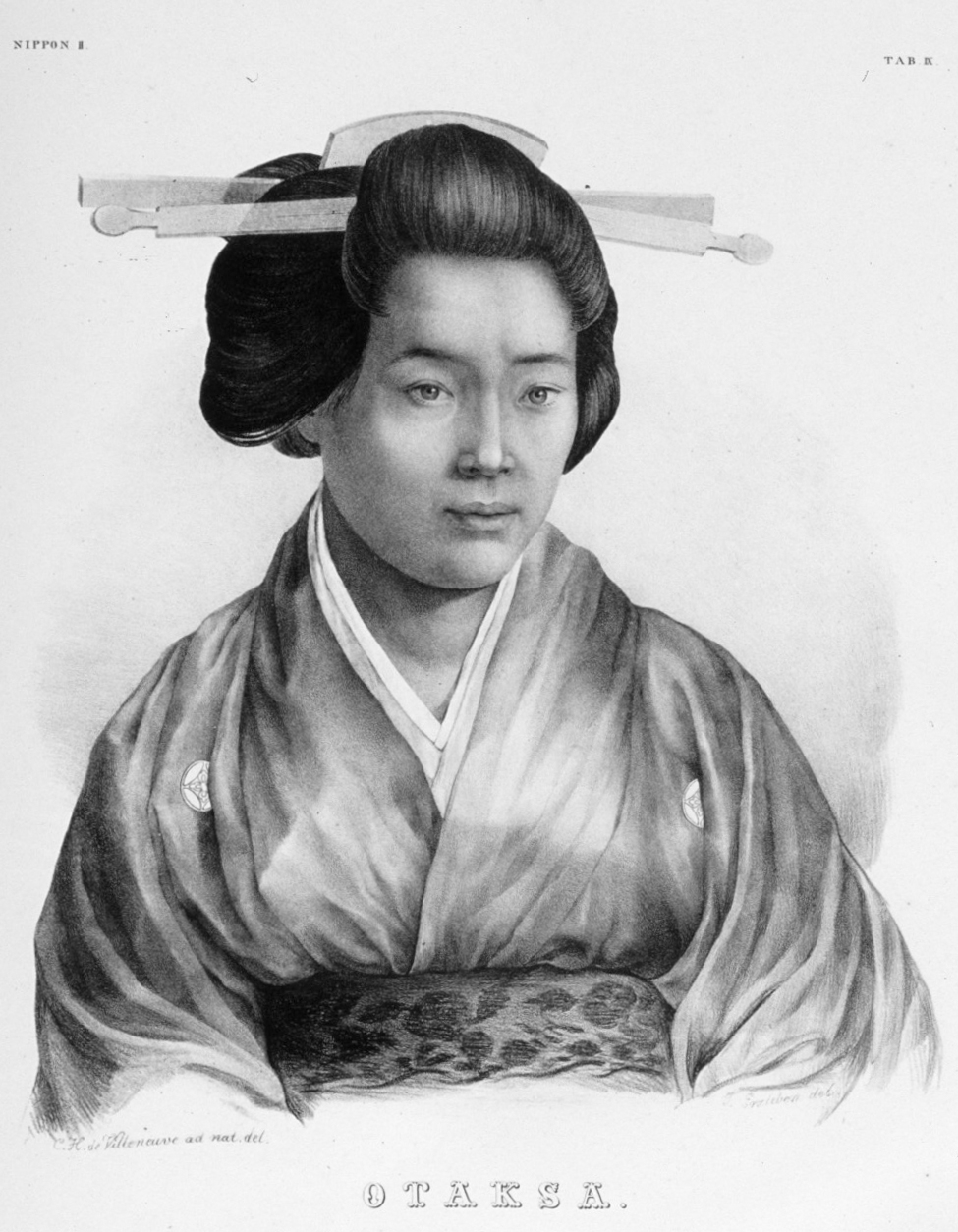
Портрет матері Іне, Кусумото Такі, прибл. 1830-і

Багатий Зібольд залишив Такі та Іне з запасами дорогого цукру для забезпечення їх потреб та організував нагляд своїх товаришів за ними. Він надіслав Іне книжки з нідерландської граматики, важливі для Західознавства тодішньої Японії, а його студенти докладались до її освіти. Історія сумнівної правдивості каже про те, що у віці 14 чи 15 років Іне втекала з одним з них, Ніномія Кейсаку, щоб вивчати медицину до володіння Увадзіма, де її було поміщено під домашній арешт за причетність до справі Зібольда.

### Освіта та рання кар'єра
Медична підготовка Іне офіційно розпочалась 1845 року коли вона почала вивчати акушерство у володінні Окаяма під наставництвом іншого учня Зібольда, Ісій Сьокена, через знайомство Ніномія Кейсаку. Вона обірвала своє навчання в Сьокеном 1851 коли він призвів до її вагітності. Вона повернулась до Наґасакі, де 1852 року народила дочку, яку вона назвала Тада, що означає «вільна», що символізує що небеса подарували їй цю дитину «безкоштовно». Розповідь Тади про життя її матері входить до числа тих, що стверджують, що вагітність Іне стала була результатом зґвалтування її Сьокеном, хоча надійні докази відсутні. Іне треба було відбиватись від спроб Сьокена втрутитись у життя Тади.

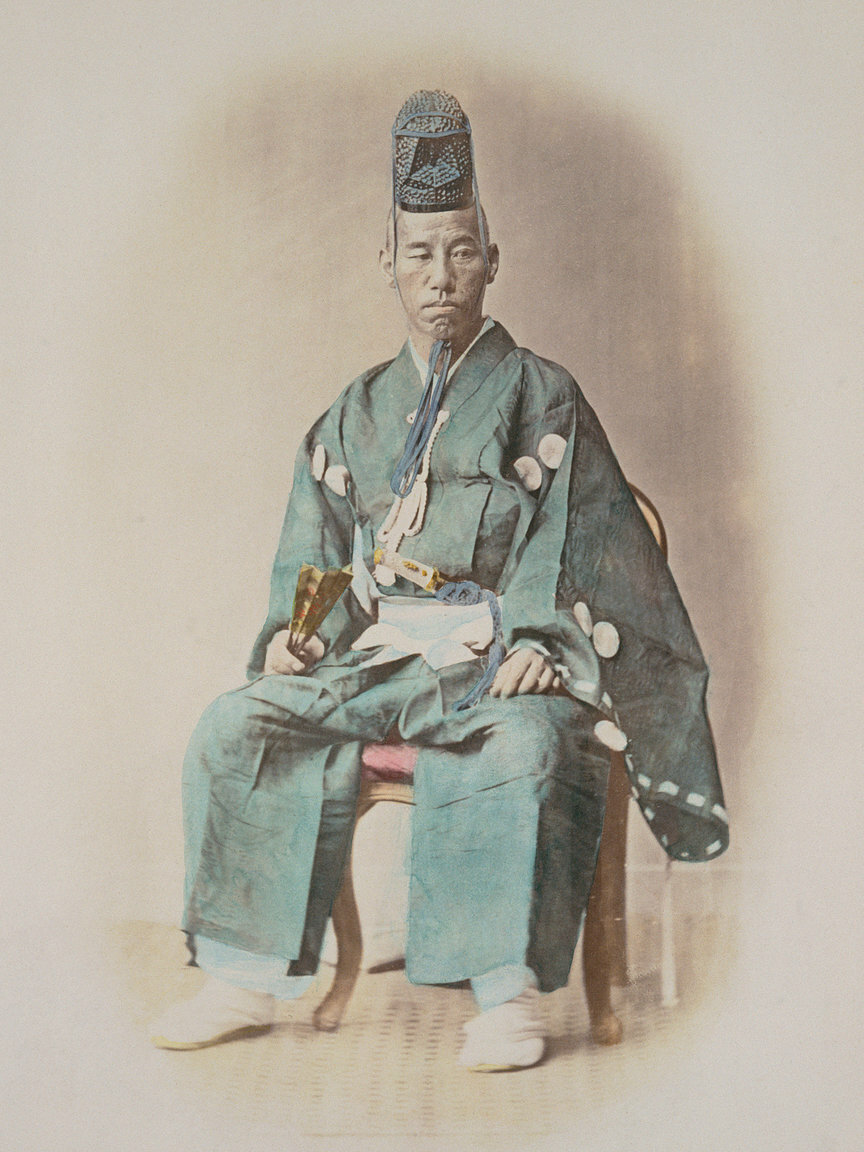
Даймьо Дате Муненарі був патроном Іне та заходознавства.

Іне продовжила своє навчання в Наґасакі під керівництвом Абе Роана. У 1854 вона лишила Таду зі своєю матір'ю й разом з Ніномія Кейсакувим племінником Місе Сюдзо вирушила навчатись під наставництвом Кейсаку до Увадзімі, даймьо якого, Дате Муненарі, з ентузіазмом просував заходознавство. Після інсульту останнього 1856 року, Кейсаку повернувся до Наґасакі разом Іне та Сюдзо.
1854 року самоізоляція Японії скінчилась й 1859 Наґасакі було відкрито як договірний порт, а нідерландці покинули Дедзіму й перемістились у консульство в Едо (сучасне Токіо). Зібольд отримав помилування й повернувся до Наґасакі 4 серпня того року зі своїм тринадцятирічним сином Александром від свого німецького шлюбу. Сюдзо став Зібольдовим студентом, перекладачем, особистим помічником та вчителем японської Александра. Іне спершу жила в будинку свого батька, але їх відносини були напруженими, частково через її володіння нідерландською, а частково через те, що Зібольд призвів до вагітності покоївки; Незабаром Іне відселилась. Вона тісно співпрацювала з Сюдзо, що допомагав її спілкуванню завдяки його високому рівню володіння нідерландської. Репутація її батька допомогла їй отримати своїх власних пацієнтів. У квітні 1862 Зібольда знову змусили повернутись до Європи, й він більш не повертався до Японії.
Іне продовжувала навчатись в нідерландських лікарів зі спільноти в Наґасакі, як то Йоганнес Лійдіус Катарінус Помпе ван Меердервоорт, котрий хвалив її навички з друку. Ван Меердервворт 1861 року за підтримки військового уряду створив перший госпіталь західної медицини та медичну школу в Японії, Наґасакі Йодзьосьо, у якому Іне навчалась у жіночому відділенні та асистувала при операціях. Вона стала першою жінкою-свідком розтину людського трупу Японії, що проводився Ван Меердервоортом.

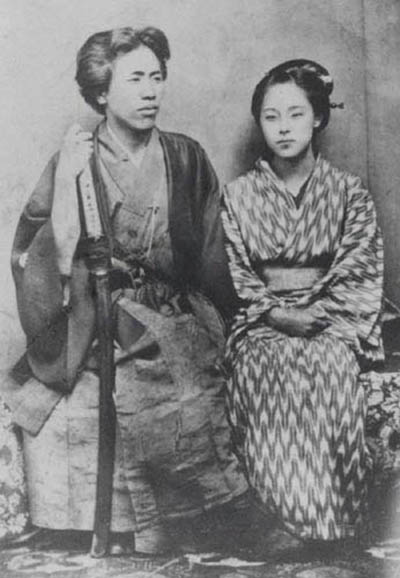
Кусумото Такако (праворуч) та її чоловік Місе Сюдзо (ліворуч)

Її репутація та зв'язки з західознавчою спільнотою здобули для Іне патронаж Дате Муненарі, чия прихильність також поширилась на її дочку, що тепер носила ім'я Такако. Оскільки змішана німецько-японська кров могла призвести до дискримінації, завдяки Муненарі вона змінила ім'я на Кусумото Ітоку. Він виписав скромну рисову стипендію Іне, й вона мала служити в жіночій частині замку; вона була одним з трьох присутніх лікарів при пологах дружини Муненарі, Йосіко, 1867 року. В Увадзімі в Іне була напружена практика, впродовж 1860-х вона часто їздила між Наґасакі та Увадзімою. Муненарі допоміг її батьку та Сюдзо коли їх було заарештовано 1861 року в Едо анти-іноземницькими силами. Сюдзо було відпущено 1865 року, він повернувся до Увадзіми, де 1866 року одружився з Такако.
Матір Іне померла 1869 року. Приблизно в цей час іно вивчала акушерство в Наґасакі з Антоніусом Бадуіном, піонером Оофоректомія там, та була взята до Національної медичної школи Токо в Токіо, яке нещодавно було перейменовано з Едо й куди переїхав імператор після його реставрації. Після інших переїздів Іно також оселилась в Токіо. Там вона познайомилась з однокровним братом Такако Ісій Кендо, сином Ісій Сьокена. У Токіо вона також підтримувала контакт зі своїм однокровним братом Александром, що працював на Британську дипломатичну місію, та іншим однокровним братом Хайнрізом, що працював перекладачем на Австро-Угорську дипломатичну місію з 1869 року.

### Пізніша кар'єра та смерть
Кендо та Сюдзо успішно провели зустрічі в столиці, і 1873 року завдяки зв'язкам з Фукудзавою Юкіті та іншими західними дослідниками, вона опікувалось народженням дитини коханки імператора Мейдзі Хамуро Міцуко; дитина народилась мертвою, а Міцуко померла через 4 дні по тому. Іне отримала значну суму в 100 єн за свої зусилля. 1876 року Сюдзо та Такако переїхали до Осаки, де Сюдзо працював у Осакському госпіталі. 1877 року він захворів та помер там. Такако завагітніла від знайомого й народила сина 1879 року, Іне усиновила його як свого спадкоємця й назвала Сюдзо. Такако вийшла заміж за лікаря Ямавакі Тайсуке, з котрим вона мала ще трьох дітей перед своєю смертю 1886 року.

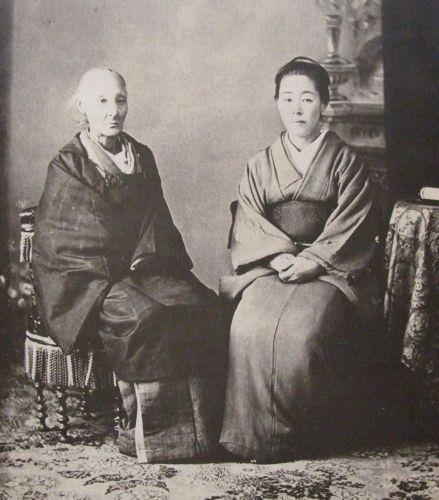
Іне Кусумото у старості з

Іне повернулась до Нагасакі, де 1884 року вона отримала ліцензію повитухи. 1889 року вона повернулась до Токіо, а 1895 року припинила працювати, на цей час сім'я переїхала до будинку в західному стилі, який Гайнріх збудував у Адзабу. Вона померла там 27 серпня 1903 року після того як з'їла прісноводного вугра та кавуна, що вважається що призвели до харчового отруєння. Вона мала соціальну підтримку медичної та наукової спільноти західного стилю, високою повагою з боку її учнів та колег, а також фінансову підтримку її батька.
Уважається що Іне мала світлу шкіру, дещо кучеряве коричневе волосся та блакитні очі. Вона ніколи не була однуженою. У пізній частині життя вона надавала перевагу не розкривати своє змішане походження.

## Спадок
Іне є головним персонажем романів Kashin (1972) Рьотаро Сіби та Вон Сіболд но мусуме Акіра Йосімури (1979; перекладена англійською 2016 року як Seibold's Daughter (2016)), телевізійних дорам Oranda no Ine («Іне з Голандії») 1970 року, Kashin 1977 року (на основі роману Сіби), а також О-Іне: Тіті но на ва Сіболд  («О-Іне: Ім'я батька — Сіболд») у 2000. Мюзикли засновані на житті Іне включають: Бакумацу Ґару: Докутору О-Іне Моноґатарі («Дівчина Бакумацу: Розповідь про лікаря О-Іне»), що відкрито в Ехіме 2012 року.
Том написаний Хамада Кейко та ілюстрований Такасі Йоріміцу Ніхон де Хадзімете но Дзьой: Кусумото Іне («Перша лікарка Японії: Кусумото Іне») вийшов 1992 року як частина Денкі: Нінґен ні Манабо («Біографія: Вчіться від людей») — серії біографій для молоді. Ілюстратор Макі Масакі адаптував історію Іне в форму коміксів Сіболд О-Іне 1995 року; Масакі зображує Іне з волоссям рудого відтінку та фокусує історію на силі волі Іне у спротиві випробуванням які їй довелось витримати як водночас жінці студенту-лікарю та ай но ко («дитині кохання»), принизливий термін для дітей змішаної раси.

### Друковані роботи
- Ehime Shimbun staff (18 березня 2013). O-Ine heimaku manjō hakushū "Bakumatsu Gāru" 8-man 3000-nin raijō Tōon-shi おイネ閉幕 満場拍手　「幕末ガール」 ８万３０００人来場　東温 [O-Ine: Unanimous ovation for final performance of "Bakumatsu Girl", 83,000 in attendance in Tōon]. Ehime Shimbun (ja). Архів оригіналу за 1 листопада 2015. Процитовано 1 листопада 2015.
- Hamilton, Walter (2012). Children of the Occupation: Japan's Untold Story. NewSouth Publishing. ISBN 978-1-74224-140-1. Архів оригіналу за 9 травня 2021. Процитовано 7 листопада 2016.
- Lambourne, Lionel (2005). Japonisme: Cultural Crossings between Japan and the West. Phaidon. ISBN 978-0-7148-4105-2.
- Lenz, Ilse; Mae, Michiko (2013). Getrennte Welten, gemeinsame Moderne?: Geschlechterverhältnisse in Japan (German) . Springer-Verlag. ISBN 978-3-322-91404-0. Архів оригіналу за 8 травня 2021. Процитовано 7 листопада 2016.
- Leupp, Gary P. (2003). Interracial Intimacy in Japan: Western Men and Japanese Women, 1543–1900. A&C Black. ISBN 978-0-8264-6074-5. Архів оригіналу за 22 січня 2021. Процитовано 7 листопада 2016.
- Matsuda, Makoto (2007). Katsute Kanehiro ni zaigaku shita kyōmi aru jinbutsu sono hitotsu: Siebold no sōzon Kusumoto Shūzō かつて慈恵に在学した興味ある人物　その一　シーボルトの曾孫・楠本周三. Takaki Kanehiro no Shōgai 高木兼寛の生涯 [The Life of Takagi Kanehiro] (PDF) (Japanese) . Jikei University School of Medicine. с. 561—576.
- Nihon Kyakuhon Archives Suishin Consortium. Oine: Chichi no na wa Siebolt おいね 父の名はシーボルト. Nihon Kyakuhon Archives Suishin Consortium (ja). Архів оригіналу за 24 березня 2016. Процитовано 24 березня 2016.
- Nakamura, Ellen (2008). Working the Siebold Network: Kusumoto Ine and Western Learning in Nineteenth-Century Japan (PDF). Japanese Studies. 28 (2): 197—211. doi:10.1080/10371390802249172. ISSN 1469-9338.
- Rosenbaum, Roman (2013). Manga and the Representation of Japanese History. Routledge. ISBN 978-0-415-69423-0. Архів оригіналу за 9 травня 2021. Процитовано 7 листопада 2016.
- Tsubota, Itsuo, ред. (1982). Bakumatsu ishin no josei 幕末維新の女性 [Women of the late-Edo and Meiji Restoration periods]. Nihon hakken jinbutsu shirīzu. Т. 6. Akatsuki Kyōiku Tosho. OCLC 25252060.
- Urabe, Mamoru (1 липня 2015). Kindai igaku wa sanfujin kara hajimatta 近代医学は産婦人科から始まった (PDF). Kinmui News (Japanese) . Japan Association of Obstetricians and Gynecologists (69): 1—4. Архів оригіналу (PDF) за 2 листопада 2015. Процитовано 2 листопада 2015.

## Подальше читання
- Fukui, Hidetoshi (1991). Kusumoto, Yoneyama ke shiryō ni miru Kusumoto Ine no ashiato 楠本・米山家資料にみる楠本いねの足跡 [Traces of Kusumoto Ine in the Kusumoto and Yoneyama Family Documents]. Narutaki Kiyō. Siebold Kinenkan (1).
- City of Seiyō, Aichi Prefecture, ред. (2014). Shīboruto no musume kusumoto ine no kokorozashi o tsugu: daiikkai seiyoshi oineshō jigyō kenshō sakubunshū josei ishi to joshi igakusei no yume シーボルトの娘楠本イネの志を継ぐ : 第一回西予市おイネ賞事業懸賞作文集 女性医師と女子医学生の夢 /. Gyōsei. ISBN 978-4-324-80070-6. OCLC 875129415.